# Imperatriz de Olaria
O Grêmio Recreativo Escola de Samba Imperatriz de Olaria é uma escola de samba de Nova Friburgo, no estado do Rio de Janeiro. Foi campeã em 1980, 1982, 1983, 1985, 1988, 1992, 1994, 2007, 2017, 2018 e 2025. Seu samba hino foi escrito por um dos maiores nomes do samba friburguense, mestre Tião Mercedes.

## História
A escola foi fundada em 29 de março de 1976, a partir de uma fusão entre o antigo Império de Olaria e a Unidos do Terreirão, duas escolas que existiam no então bairro de Olaria.
Em 1979 a escola quase garantiu a vitória, quando a jurada Wilza Carla, ex-vedete, atribuiu ao quesito fantasia a nota 1. Já em 1980, foi campeã com o enredo “O Ano das Pedras Preciosas” e em 1985, tetra-campeã, recebendo em todos os quesitos a nota 10.
Depois venceu em 1988 e 1992.
Em 1994 a Prefeitura e a Liga decidiram que a Escola que desfilasse seria Campeã.
Assim a Vermelha e Branco de Olaria foi para Avenida e levou o título, como ocorreu em na cidade com outra agremiação.
Em 2007, voltou a vencer, com o enredo “A Imperatriz em busca das minas do Rei Salomão“, sob presidência de Wilton Melo.
Para 2017 a escola preparou um enredo sobre a religião. Às vésperas do carnaval, o presidente Ricardo, alegando problemas de saúde, renunciou ao cargo, sendo sucedido pelo presidente do conselho deliberativo, o fundador da escola, Humberto Damasceno. Sob sua presidência interina, a escola foi campeã novamente, após 10 anos, empatada com a Unidos da Saudade.
Trecho do samba - Carnaval 2012

## Segmentos

### Presidência
| Nome               | Mandato                 | Ref.                |
| David Urias        | ? - ?                   | [carece de fontes?] |
| Wilton Melo        | 2007 - 2008             | [carece de fontes?] |
| Wagner Faria       | 2009-2010               | [carece de fontes?] |
| Jaburu             | 2010 -2012              | [carece de fontes?] |
| André Gripp        | 2012-31/03/2015         | [ 2 ]               |
| Ricardo Alves      | 31/03/2015 - 23/01/2017 | [ 3 ]               |
| Humberto Damasceno | 23/01/2017 - atualidade | [ 1 ]               |
| 24/04/2019         | Fabrico Pinheiro Ramos  |                     |

### Intérpretes
| Carnavais       | Intérprete oficial |
| --------------- | ------------------ |
| 2005-2018       | Kaisso             |
| 2019-atualmente | Bruno Ribas        |
| 2020            | Kaisso             |

### Diretores
| Ano       | Direção de Carnaval                                                                                     | Direção de Harmonia                                                                                     | Mestre de Bateria | Ref.  |
| --------- | --- | --- | ----------------- | ----- |
| 2016-2017 | Deigre Silva                                                                                            | |                   |       |
| 2018-2020 | Guto | Sirley, Horeste, Guto, Pretinho, Sinesia e Gilda                                                        | Fred              | [ 3 ] |
| 2018-     | Sirley Menezes, Maria Galdino, Gilda Domingos, Guto Viana, Pretinho, George Castilho, Fabrício Pinheiro | Sirley Menezes, Maria Galdino, Gilda Domingos, Guto Viana, Pretinho, George Castilho, Fabrício Pinheiro | Fred              |       |

### Coreógrafo
| Ano  | Nome                | Ref.  |
| ---- | ------------------- | ----- |
| 2016 | Haroldo Vieira      | [ 3 ] |
| 2017 | Geraldine e Matheus |       |

### Casal de Mestre-sala e Porta-bandeira
| Ano   | Nome               | Ref.  |
| ----- | ------------------ | ----- |
| 2016  | Betão e Alessandra | [ 3 ] |
| 2017- | Erick e Dandara    |       |

### Corte de bateria
| Ano       | Rainha           | Ref.  |
| --------- | ---------------- | ----- |
| 2007      | Joelma Gomes     |       |
| 2008-2012 | Helen dos Santos |       |
| 2013-2017 | Annie Viana      | [ 3 ] |
| 2018-     | Cristina Féu     |       |

## Carnavais
| Imperatriz de Olaria                          |                                               |                                               |                                                                                |                                                |             |
| Ano                                           | Colocação                                     | Grupo                                         | Enredo                                                                         | Carnavalesco                                   | Ref.        |
| 2005                                          | 3º lugar                                      | Escolas de Samba                              | Julius Arp: Em meio ás borboletas fez se a luz                                 | Eduardo Bueno                                  |             |
| 2006                                          | 4º lugar                                      | Escolas de Samba                              | Uma História de sedução na corte da Imperatriz                                 | Klayton Heller                                 |             |
| 2007                                          | Campeã                                        | Escolas de Samba                              | A Imperatriz em busca das minas do Rei Salomão                                 | Lamoniê Ornellas                               | [ 4 ]       |
| 2008                                          | 3º lugar                                      | Escolas de Samba                              | O bicentenário da transmigração da família real portuguesa                     | Lamoniê Ornellas                               | [ 4 ]       |
| 2009                                          | 4º lugar                                      | Escolas de Samba                              | Quem conta um conto aumenta um ponto                                           | Lamoniê Ornellas                               |             |
| 2010                                          | 3º lugar                                      | Escolas de Samba                              | Opus 32: Quando a ópera de palco se encontra com a ópera do asfalto            | Lamoniê Ornellas                               |             |
| Não ocorreu desfile em 2011, devido às chuvas | Não ocorreu desfile em 2011, devido às chuvas | Não ocorreu desfile em 2011, devido às chuvas | Não ocorreu desfile em 2011, devido às chuvas                                  | Não ocorreu desfile em 2011, devido às chuvas  | [ 5 ]       |
| 2012                                          | 3º lugar                                      | Escolas de Samba                              | O que faz sorrir, também faz chorar                                            | Lamoniê Ornellas                               | [ 6 ]       |
| 2013                                          | 3º lugar                                      | Escolas de Samba                              | A Rainha do Ventre do Mundo                                                    | Lamoniê Ornellas                               | [ 7 ]       |
| 2014                                          | 3º lugar                                      | Escolas de Samba                              | Viver é abrir portas                                                           | Lamoniê Ornellas                               |             |
| 2016                                          | 3º lugar                                      | Escolas de Samba                              | A coroação do príncipe negro na corte da Imperatriz                            | Alfredo Fraga                                  | [ 3 ] [ 8 ] |
| 2017                                          | Campeã                                        | Escolas de Samba                              | A saga da fé. A Imperatriz canta o amor à religião. O samba em forma de oração | Gilson Pereira da Silva e Luiz Zulmar da Rocha | [ 9 ]       |
| 2018                                          | Campeã                                        | Escolas de Samba                              | O poder da Cura na ciência da vida.O clamor de um povo pela proteção divina    | Gilson Pereira da Silva                        |             |
| 2019                                          | 3º lugar                                      | Grupo Especial                                | Dandara a Luta Sob o Sol de um Povo Sonhador                                   | Ruan Everson Diniz                             |             |
| 2020                                          | 4º lugar                                      | Grupo Especial                                | Planeta Vida – Sou elementar, Sou Terra, Sou Fogo, Sou Água, Sou Ar            | Ruan Everson Diniz                             | [ 10 ]      |